# Treća Liga 1991-1992
La Treća savezna liga SFRJ 1991-1992 (terza lega federale 1991-1992), conosciuta anche come Treća liga 1991-1992 od anche 3. liga 1991-1992, fu la 46ª ed ultima edizione della terza divisione jugoslava.
Questa fu la quarta edizione con la formula delle 4 Međurepubličke lige (Leghe inter-repubblicane), che rimpiazzarono le 8 leghe repubblicane.
Sarebbero dovute essere promosse in Druga Liga 1992-1993 le vincitrici dei 4 gironi, ma gli eventi della storia stravolsero i verdetti del campionato.

## Format
Data l'uscita di Slovenia e Croazia, è stata cambiata la composizione dei gironi.
| Girone | Denominazione             | Area interessata                                                                                  | Area interessata                                        |
| Girone | Denominazione             | stagione precedente                                                                               | 1991-92                                                 |
| ------ | ------------------------- | ------------------------------------------------------------------------------------------------- | ------------------------------------------------------- |
| Ovest  | Međurepublička liga Zapad | Slovenia, Croazia (quest'ultima senza Dalmazia meridionale e Slavonia) e Bosnia nord-occidentale. | Bosnia Erzegovina.                                      |
| Nord   | Međurepublička liga Sever | Slavonia, Voivodina, Belgrado e Bosnia nord-orientale.                                            | Voivodina e Serbia settentrionale.                      |
| Sud    | Međurepublička liga Jug   | Dalmazia meridionale, Bosnia centrale, Erzegovina e Montenegro.                                   | Serbia occidentale, Kosovo settentrionale e Montenegro. |
| Est    | Međurepublička liga Istok | Serbia (eccetto Belgrado), Kosovo e Macedonia.                                                    | Serbia orientale, Kosovo meridionale e Macedonia.       |

## Provenienza
| Bosnia Erzegovina | Serbia                                                                                            | Serbia | Serbia                                                                                  | Montenegro                                                                      | Macedonia                                                                       |
| Bosnia Erzegovina | Voivodina                                                                                         | Serbia Centrale | Kosovo                                                                                  | Montenegro                                                                      | Macedonia                                                                       |
| --- | ------------------------------------------------------------------------------------------------- | --- | --------------------------------------------------------------------------------------- | ------------------------------------------------------------------------------- | ------------------------------------------------------------------------------- |
| - Borac Čapljina - Bosna Visoko - Drina Zvornik - Famos Hrasnica - Jedinstvo Bihać - Jedinstvo Brčko - Kozara - Krajina Cazin - Krivaja Zavidovići - Lokomotiva Mostar - OFK Prijedor - Radnički Goražde - Radnički Lukavac - Radnik Bijeljina - Rudar Kakanj - Sloga Doboj - Travnik - NK Vitez | - AIK Bačka Topola - Dinamo Pančevo - Inđija - Kabel Novi Sad - Novi Sad - Radnički Sombor - Srem | - Bregalnica Štip - BSK Batajnica - Budućnost Valjevo - Čukarički - Dubočica Leskovac - FK FAP - Jastrebac Niš - Kolubara - Loznica - Mladost S. Palanka - Majdanpek - Mladost Lučani - Novi Pazar - Obilić - Polimlje Prijepolje - Prvi Partizan - Radnički Pirot - Rudar Kostolac - Sloga Kraljevo - Šumadija Aranđelovac - Timok - Topličanin Prokuplje - Zastava Kragujevac - Zmaj Zemun | - Buducnost Peć - CZ Gnjilane - Kosovo Polje - Liria - Rudar Kos. Mitrovica - FK Trepča | - Bokelj - Ivangrad - Lovćen - Mornar - Ribnica - Rudar Pljevlja - OFK Titograd | - Belasica - Borec - Makedonija G.P. - Osogovo Kočani - Pobeda - Sileks Kratovo |

## Avvenimenti
In seguito al referendum in Bosnia del 29 febbraio e 1º marzo 1992, cominciarono i preparativi che sfociarono nella guerra il 1º aprile. Conseguentemente le squadre bosniache abbandonarono i campionati jugoslavi, l'ultima giornata da esse disputata fu quella del 29 marzo. In Treća liga le squadre della Bosnia Erzegovina erano 18 (l'intero Girone Ovest, che infatti non fu completato): non poterono disputare più incontri ufficiali fino alla fine della guerra, stagione 1994-95.
A fine stagione anche le squadre macedoni abbandonarono i campionati jugoslavi (stavolta senza guerra): in Treća Liga erano 7, tutte dislocate nel Girone Est. Lasciarono il campionato prima dell'ultima partita e confluirono nella Prva liga macedone assieme alle conterranee di Prva e Druga liga jugoslava.
A causa dell'abbandono di Slovania e Croazia (nel 1991) e di Bosnia Erzegovina e Macedonia (nel 1992) la Repubblica Socialista Federale di Jugoslavia ed i suoi relativi campionati sportivi cessarono di esistere.

## Girone Ovest

### Profili
| Squadra           | Città       | Stadio                  | Stagione 1990-91 | Stagione 1990-91 |
| Squadra           | Città       | Stadio                  | Pos.             | Divisione        |
| ----------------- | ----------- | ----------------------- | ---------------- | ---------------- |
| Jedinstvo Bihać   | Bihać       | Stadion pod Borićima    | 5º               | Treća liga Ovest |
| Krajina Cazin     | Cazin       | Gradski stadion         | 10º              | Treća liga Ovest |
| OFK Prijedor      | Prijedor    | Gradski stadion         | 15º              | Treća liga Ovest |
| Drina Zvornik     | Zvornik     | Gradski stadion         | 4º               | Treća liga Nord  |
| Jedinstvo Brčko   | Brčko       | Stadion "Sedmi april"   | 9º               | Treća liga Nord  |
| Sloga Doboj       | Doboj       | Stadion Luke            | 12º              | Treća liga Nord  |
| Radnički Lukavac  | Lukavac     | Stadion Jošik           | 16º              | Treća liga Nord  |
| Radnički Goražde  | Goražde     | Stadion Midhat Drljević | 4º               | Treća liga Sud   |
| NK Vitez          | Vitez       | Gradski stadion         | 7º               | Treća liga Sud   |
| Bosna Visoko      | Visoko      | Stadion Luke            | 11º              | Treća liga Sud   |
| Famos Hrasnica    | Hrasnica    | Stadion Famos           | 12º              | Treća liga Sud   |
| Travnik           | Travnik     | Stadion Pirota          | 13º              | Treća liga Sud   |
| Rudar Kakanj      | Kakanj      | Stadion Rudara          | 14º              | Treća liga Sud   |
| Krivaja           | Zavidovići  | Gradski stadion         | 15º              | Treća liga Sud   |
| Borac Čapljina    | Čapljina    | Stadion Bjelave         | 17º              | Treća liga Sud   |
| Kozara            | B. Gradiška | Gradski Stadion         | 1º               | Liga BiH Ovest   |
| Radnik Bijeljina  | Bijeljina   | Gradski stadion         | 1º               | Liga BiH Nord    |
| Lokomotiva Mostar | Mostar      | Stadion Vrapčići        | 1º               | Liga BiH Sud     |

### Classifica
```
A seguito della dichiarazione d'indipendenza di 
Bosnia ed Erzegovina
, le compagini di questo stato abbandonarono il sistema calcistico jugoslavo dopo la disputa della 20ª giornata del 29 marzo 1992. Il girone Nord, composto interamente da compagini bosniache, non venne completato.
```

|  | Pos. | Squadra            | Pt | G  | V  | N   | P  | GF | GS | DR  |
|  | ---- | ------------------ | -- | -- | -- | --- | -- | -- | -- | --- |
|  | 1.   | Travnik            | 26 | 20 | 13 | 0−1 | 6  | 49 | 17 | +32 |
|  | 2.   | Lokomotiva Mostar  | 25 | 20 | 12 | 1−0 | 7  | 42 | 31 | +11 |
|  | 3.   | NK Vitez           | 22 | 20 | 11 | 0−1 | 8  | 23 | 25 | −2  |
|  | 4.   | Krajina Cazin      | 21 | 20 | 10 | 1−0 | 9  | 35 | 28 | +7  |
|  | 5.   | Drina Zvornik      | 21 | 20 | 9  | 3−0 | 8  | 23 | 20 | +3  |
|  | 6.   | Radnički Goražde   | 21 | 20 | 10 | 1−0 | 9  | 26 | 27 | −1  |
|  | 7.   | Krivaja Zavidovići | 20 | 20 | 9  | 2−2 | 7  | 34 | 22 | +12 |
|  | 8.   | Jedinstvo Brčko    | 20 | 20 | 8  | 4−1 | 7  | 28 | 23 | +5  |
|  | 9.   | Rudar Kakanj       | 20 | 20 | 9  | 2−1 | 8  | 29 | 27 | +2  |
|  | 10.  | OFK Prijedor       | 18 | 20 | 9  | 0−3 | 8  | 26 | 22 | +4  |
|  | 11.  | Borac Čapljina     | 17 | 19 | 8  | 1−1 | 9  | 25 | 37 | −12 |
|  | 12.  | Radnički Lukavac   | 16 | 19 | 7  | 2−1 | 9  | 28 | 28 | 0   |
|  | 13.  | Sloga Doboj        | 16 | 20 | 8  | 0−2 | 10 | 21 | 28 | −7  |
|  | 14.  | Jedinstvo Bihać    | 15 | 20 | 7  | 1−2 | 10 | 37 | 35 | +2  |
|  | 15.  | Bosna Visoko       | 15 | 20 | 7  | 1−3 | 9  | 29 | 46 | −17 |
|  | 16.  | Kozara             | 13 | 20 | 6  | 1−4 | 9  | 26 | 30 | −4  |
|  | 17.  | Famos Hrasnica     | 13 | 20 | 5  | 3−3 | 9  | 19 | 32 | −13 |
|  | 18.  | Radnik Bijeljina   | 13 | 20 | 6  | 1−1 | 12 | 19 | 41 | −22 |

Legenda:

      Promossa in Druga liga 1992-1993.

      Retrocessa nella divisione inferiore.

Note:

2 punti per la vittoria al 90º, 1 per la vittoria ai rigori, 0 per la sconfitta ai rigori, 0 per la sconfitta al 90º.
In caso di arrivo di due o più squadre a pari punti per le posizioni di promozione o retrocessione, la graduatoria viene stilata secondo gli scontri diretti tra le squadre interessate.

## Girone Nord

### Profili
| Squadra           | Città               | Stadio                  | Stagione 1990-91 | Stagione 1990-91 |
| Squadra           | Città               | Stadio                  | Pos.             | Divisione        |
| ----------------- | ------------------- | ----------------------- | ---------------- | ---------------- |
| AIK Bačka Topola  | Bačka Topola        | Gradski stadion         | 5º               | Treća liga Nord  |
| Novi Sad          | Novi Sad            | Stadion Detelinara      | 7º               | Treća liga Nord  |
| Obilić            | Vračar, Belgrado    | Stadio Miloš Obilić     | 8º               | Treća liga Nord  |
| Kabel Novi Sad    | Novi Sad            | Stadion FK Kabel        | 11º              | Treća liga Nord  |
| Rudar Kostolac    | Kostolac            | Stadion FK Rudar        | 13º              | Treća liga Nord  |
| BSK Batajnica     | Batajnica, Belgrado | Stadion Aerodrom        | 14º              | Treća liga Nord  |
| Kolubara          | Lazarevac           | Stadion FK Kolubara     | 18º              | Treća liga Nord  |
| Dinamo Pančevo    | Pančevo             | Gradski stadion         | 1º               | Vojvođanska liga |
| Agrounija Inđija  | Inđija              | Stadion FK Inđija       | 2º               | Vojvođanska liga |
| Srem              | Sm. Mitrovica       | Stadion Promenada       | 3º               | Vojvođanska liga |
| Radnički Sombor   | Sombor              | Gradski stadion         | 4º               | Vojvođanska liga |
| Budućnost Valjevo | Valjevo             | Stadion Park Pećina     | ?                | Srpska liga Nord |
| Čukarički         | Čukarica, Belgrado  | Stadio Čukarički        | ?                | Srpska liga Nord |
| Loznica           | Loznica             | Gradski stadion Lagator | ?                | Srpska liga Nord |
| Mladost           | Sm. Palanka         | Stadion Jasenica        | ?                | Srpska liga Nord |
| Zmaj              | Zemun, Belgrado     | Stadion FK Zmaj         | ?                | Srpska liga Nord |

### Classifica
|  | Pos. | Squadra            | Pt | G  | V  | N   | P  | GF | GS | DR  |
|  | ---- | ------------------ | -- | -- | -- | --- | -- | -- | -- | --- |
|  | 1.   | Novi Sad           | 44 | 30 | 21 | 2−4 | 3  | 73 | 20 | +53 |
|  | 2.   | Dinamo Pančevo     | 36 | 30 | 16 | 4−3 | 7  | 53 | 32 | +21 |
|  | 3.   | Inđija             | 36 | 30 | 17 | 2−5 | 6  | 57 | 37 | +20 |
|  | 4.   | Obilić             | 36 | 30 | 15 | 6−0 | 9  | 42 | 34 | +8  |
|  | 5.   | Čukarički          | 30 | 30 | 14 | 2−2 | 12 | 39 | 34 | +5  |
|  | 6.   | Budućnost Valjevo  | 29 | 30 | 13 | 3−6 | 8  | 44 | 31 | +13 |
|  | 7.   | Loznica            | 29 | 30 | 14 | 1−4 | 11 | 42 | 29 | +13 |
|  | 8.   | Kolubara           | 26 | 30 | 11 | 4−2 | 13 | 28 | 35 | −7  |
|  | 9.   | Rudar Kostolac     | 25 | 30 | 12 | 1−4 | 13 | 39 | 41 | −2  |
|  | 10.  | BSK Batajnica      | 25 | 30 | 11 | 3−4 | 12 | 39 | 44 | −5  |
|  | 11.  | Srem               | 25 | 30 | 11 | 3−2 | 14 | 31 | 35 | −4  |
|  | 12.  | Kabel Novi Sad     | 23 | 30 | 10 | 3−4 | 13 | 42 | 50 | −8  |
|  | 13.  | Radnički Sombor    | 22 | 30 | 9  | 4−2 | 15 | 36 | 49 | −13 |
|  | 14.  | AIK Bačka Topola   | 18 | 30 | 7  | 4−2 | 17 | 22 | 43 | −21 |
|  | 15.  | Zmaj Zemun         | 14 | 30 | 5  | 4−2 | 19 | 29 | 62 | −33 |
|  | 16.  | Mladost S. Palanka | 13 | 30 | 5  | 3−3 | 19 | 23 | 61 | −38 |

Legenda:

      Promossa in Druga liga 1992-1993.

      Retrocessa nella divisione inferiore.

Note:

2 punti per la vittoria al 90º, 1 per la vittoria ai rigori, 0 per la sconfitta ai rigori, 0 per la sconfitta al 90º.
In caso di arrivo di due o più squadre a pari punti per le posizioni di promozione o retrocessione, la graduatoria viene stilata secondo gli scontri diretti tra le squadre interessate.

## Girone Sud

### Profili
| Squadra         | Città        | Stadio                  | Stagione 1990-91 | Stagione 1990-91 |
| Squadra         | Città        | Stadio                  | Pos.             | Divisione        |
| --------------- | ------------ | ----------------------- | ---------------- | ---------------- |
| Mornar          | Antivari     | Stadion Topolica        | 5º               | Treća liga Sud   |
| Lovćen          | Cettigne     | Stadion Obilića Poljana | 6º               | Treća liga Sud   |
| Ivangrad        | Ivangrad     | Gradski stadion         | 10º              | Treća liga Sud   |
| Bokelj          | Cattaro      | Stadion pod Vrmcem      | 16º              | Treća liga Sud   |
| FAP             | Priboj       | Gradski stadion         | 5º               | Treća liga Est   |
| Sloga Kraljevo  | Kraljevo     | Gradski stadion         | 11º              | Treća liga Est   |
| Mladost Lučani  | Lučani       | Stadion Mladost         | 13º              | Treća liga Est   |
| Novi Pazar      | Novi Pazar   | Gradski stadion         | 14º              | Treća liga Est   |
| FK Trepča       | K. Mitrovica | Stadion Trepča          | 18º              | Treća liga Est   |
| OFK Titograd    | Titograd     | Stadion Cvijetni Brijeg | 1º               | Crnogorska liga  |
| Ribnica         | Titograd     | Stadion na Koniku       | 2º               | Crnogorska liga  |
| Rudar Pljevlja  | Pljevlja     | Gradski stadion         | 3º               | Crnogorska liga  |
| Polimlje        | Prijepolje   | Stadion FK Polimlje     | ?                | Srpska liga Sud  |
| Prvi Partizan   | Užice        | ?                       | ?                | Srpska liga Sud  |
| Šumadija        | Aranđelovac  | Gradski stadion         | ?                | Srpska liga Sud  |
| Zastava         | Kragujevac   | Stadion Bubanj          | ?                | Srpska liga Sud  |
| Buducnost Peć   | Peć          | Gradski stadion         | ?                | Kosovska liga    |
| Rudar Stari Trg | K. Mitrovica | Stadion Riza Lushta     | ?                | Kosovska liga    |

### Classifica
|  | Pos. | Squadra                  | Pt | G  | V  | N   | P  | GF | GS | DR  |
|  | ---- | ------------------------ | -- | -- | -- | --- | -- | -- | -- | --- |
|  | 1.   | Rudar Pljevlja           | 50 | 34 | 23 | 4−2 | 5  | 80 | 35 | +45 |
|  | 2.   | Mladost Lučani           | 43 | 34 | 21 | 1−3 | 9  | 70 | 29 | +41 |
|  | 3.   | Novi Pazar (−1)          | 41 | 34 | 20 | 2−2 | 10 | 58 | 25 | +33 |
|  | 4.   | Zastava Kragujevac       | 36 | 34 | 14 | 6−4 | 9  | 54 | 29 | +25 |
|  | 5.   | Sloga Kraljevo           | 36 | 33 | 17 | 2−3 | 11 | 43 | 28 | +15 |
|  | 6.   | Rudar Stari Trg          | 36 | 34 | 17 | 2−4 | 11 | 38 | 41 | −3  |
|  | 7.   | Šumadija Aranđelovac     | 35 | 34 | 16 | 3−3 | 12 | 44 | 34 | +10 |
|  | 8.   | Bokelj                   | 34 | 34 | 16 | 2−2 | 14 | 63 | 46 | +17 |
|  | 9.   | Lovćen (−1)              | 30 | 33 | 13 | 5−4 | 11 | 38 | 47 | −9  |
|  | 10.  | FK FAP (−1)              | 28 | 34 | 12 | 5−1 | 16 | 46 | 50 | −4  |
|  | 11.  | Ivangrad                 | 28 | 34 | 11 | 6−4 | 13 | 36 | 44 | −8  |
|  | 12.  | Buducnost Peć            | 28 | 34 | 14 | 0−4 | 16 | 34 | 57 | −23 |
|  | 13.  | Mornar                   | 27 | 34 | 12 | 3−6 | 13 | 39 | 43 | −4  |
|  | 14.  | OFK Titograd             | 26 | 34 | 11 | 4−4 | 15 | 42 | 37 | +5  |
|  | 15.  | Ribnica (−1)             | 26 | 34 | 13 | 1−1 | 19 | 34 | 63 | −29 |
|  | 16.  | Polimlje Prijepolje (−1) | 24 | 34 | 11 | 3−4 | 16 | 44 | 54 | −10 |
|  | 17.  | FK Trepča (−1)           | 20 | 34 | 9  | 3−3 | 19 | 42 | 72 | −30 |
|  | 18.  | Prvi Partizan Užice (−1) | 2  | 34 | 1  | 1−1 | 31 | 19 | 90 | −71 |

Legenda:

      Promossa in Druga liga 1992-1993.

      Retrocessa nella divisione inferiore.

Note:

2 punti per la vittoria al 90º, 1 per la vittoria ai rigori, 0 per la sconfitta ai rigori, 0 per la sconfitta al 90º.
In caso di arrivo di due o più squadre a pari punti per le posizioni di promozione o retrocessione, la graduatoria viene stilata secondo gli scontri diretti tra le squadre interessate.

## Girone Est

### Profili
| Squadra         | Città                | Stadio                 | Stagione 1990-91 | Stagione 1990-91 |
| Squadra         | Città                | Stadio                 | Pos.             | Divisione        |
| --------------- | -------------------- | ---------------------- | ---------------- | ---------------- |
| Sileks Kratovo  | Kratovo              | Gradski stadion        | 4º               | Treća liga Est   |
| Dubočica        | Leskovac             | Gradski stadion        | 6º               | Treća liga Est   |
| Radnički Pirot  | Pirot                | Stadion Dragan Nikolić | 7º               | Treća liga Est   |
| Bregalnica Štip | Štip                 | Gradski stadion        | 8º               | Treća liga Est   |
| Pobeda          | Prilep               | Stadion Goce Delčev    | 9º               | Treća liga Est   |
| Crvena zvezda   | Gnjilane             | Gradski stadion        | 10º              | Treća liga Est   |
| Majdanpek       | Majdanpek            | Stadion Nikola Pasko   | 12º              | Treća liga Est   |
| Borec           | Veles                | Stadion Zoran Paunov   | 15º              | Treća liga Est   |
| Metohija        | Prizren              | Gradski stadion        | 17º              | Treća liga Est   |
| Jastrebac Niš   | Niš                  | Stadion Jastrepca      | ?                | Srpska liga Sud  |
| Timok           | Zaječar              | Stadion Kraljevica     | ?                | Srpska liga Sud  |
| Topličanin      | Prokuplje            | Stadion pokraj Toplice | ?                | Srpska liga Sud  |
| Kosovo Polje    | Kosovo Polje         | Gradski stadion        | 1º               | Kosovska liga    |
| Makedonija G.P. | Gorče Petrov, Skopje | Stadion Gjorče Petrov  | 1º               | Makedonska liga  |
| Osogovo         | Kočani               | Stadion Nikola Mantov  | 2º               | Makedonska liga  |
| Belasica        | Strumica             | Stadion Mladost        | 3º               | Makedonska liga  |

### Classifica
|                               | Pos. | Squadra              | Pt | G  | V  | N   | P  | GF | GS  | DR   |
| ----------------------------- | ---- | -------------------- | -- | -- | -- | --- | -- | -- | --- | ---- |
|                               | 1.   | Jastrebac Niš        | 40 | 30 | 18 | 4−1 | 7  | 70 | 34  | +36  |
| Macedonia del Nord (bandiera) | 2.   | Sileks Kratovo       | 39 | 29 | 18 | 3−3 | 5  | 66 | 25  | +41  |
|                               | 3.   | Dubočica Leskovac    | 38 | 30 | 19 | 0−5 | 6  | 62 | 29  | +33  |
|                               | 4.   | Radnički Pirot       | 35 | 30 | 16 | 3−2 | 9  | 63 | 35  | +28  |
|                               | 5.   | Timok                | 31 | 29 | 14 | 3−1 | 11 | 36 | 35  | +1   |
|                               | 6.   | Majdanpek            | 31 | 30 | 14 | 3−3 | 10 | 51 | 33  | +18  |
|                               | 7.   | Topličanin Prokuplje | 29 | 29 | 14 | 1−1 | 13 | 42 | 33  | +9   |
| Macedonia del Nord (bandiera) | 8.   | Pobeda               | 28 | 28 | 14 | 0−1 | 13 | 57 | 48  | +9   |
| Macedonia del Nord (bandiera) | 9.   | Makedonija G.P.      | 28 | 29 | 12 | 4−2 | 11 | 43 | 43  | 0    |
| Macedonia del Nord (bandiera) | 10.  | Osogovo Kočani       | 25 | 28 | 11 | 3−3 | 11 | 34 | 27  | +7   |
| Macedonia del Nord (bandiera) | 11.  | Borec                | 25 | 28 | 12 | 1−1 | 14 | 44 | 38  | +6   |
|                               | 12.  | Kosovo Polje         | 24 | 27 | 11 | 2−3 | 11 | 42 | 51  | −9   |
|                               | 13.  | CZ Gnjilane          | 22 | 30 | 8  | 6−3 | 13 | 36 | 50  | −14  |
| Macedonia del Nord (bandiera) | 14.  | Bregalnica Štip      | 21 | 29 | 9  | 3−4 | 13 | 35 | 55  | −20  |
| Macedonia del Nord (bandiera) | 15.  | Belasica             | 18 | 29 | 9  | 0−2 | 18 | 44 | 78  | −34  |
|                               | 16.  | Metohija Prizren     | 0  | 30 | 0  | 0−1 | 29 | 13 | 124 | −111 |

Legenda:

      Promossa in Druga liga 1992-1993.

      Passa nella 1. liga macedone 1992-1993.

      Retrocessa nella divisione inferiore.

Note:

2 punti per la vittoria al 90º, 1 per la vittoria ai rigori, 0 per la sconfitta ai rigori, 0 per la sconfitta al 90º.
In caso di arrivo di due o più squadre a pari punti per le posizioni di promozione o retrocessione, la graduatoria viene stilata secondo gli scontri diretti tra le squadre interessate.

## In Coppa di Jugoslavia
La squadra di Treća Liga che ha fatto più strada è stato la CZ Gnjilane che ha raggiunto gli ottavi di finale.